# Seven de la República 1994
El Seven de la República de 1994 fue la duodécima edición del torneo de rugby 7 de fin de temporada para uniones regionales afiliadas a la Unión Argentina de Rugby y la sexta en ser organizada en la ciudad de Paraná, Entre Ríos. Se llevó a cabo el 19 y 20 de noviembre de 1994 en El Plumazo, sede del Club Atlético Estudiantes de Paraná.
El seleccionado de Buenos Aires consiguió su cuarto título al vencer 38-19 en la final a la Unión  de Rugby de Rosario. El seleccionado "porteño" contó con jugadores como Diego Albanese, Horacio Rivarola, Cristián Viel, Mario Ledesma, Santiago Phelan, Francisco García y Agustín Pichot, quien anotó tres tries en la final y fue elegido como el mejor jugador del torneo.

## Equipos participantes
Participaron del torneo diecinueve equipos: dieciséis uniones provinciales, dos selecciones nacionales de Sudamérica y un seleccionado representativo de la Unión Argentina de Rugby.
| Equipo              | Unión                                                     |
| ------------------- | --------------------------------------------------------- |
| Alto Valle          | Unión de Rugby del Alto Valle de Río Negro y Neuquén      |
| Buenos Aires        | Unión Argentina de Rugby                                  |
| Centro              | Unión de Rugby del Centro de la Provincia de Buenos Aires |
| Chile               | Federación de Rugby de Chile                              |
| Córdoba             | Unión Cordobesa de Rugby                                  |
| Cuyo                | Unión de Rugby de Cuyo                                    |
| Entre Ríos          | Unión Entrerriana de Rugby                                |
| Formosa             | Unión de Rugby de Formosa                                 |
| Mar del Plata       | Unión de Rugby de Mar del Plata                           |
| Nordeste            | Unión de Rugby del Nordeste                               |
| Oeste               | Unión de Rugby del Oeste de Buenos Aires                  |
| Rosario             | Unión de Rugby de Rosario                                 |
| Salta               | Unión de Rugby de Salta                                   |
| San Juan            | Unión Sanjuanina de Rugby                                 |
| Santa Fe            | Unión Santafesina de Rugby                                |
| Santiago del Estero | Unión Santiagueña de Rugby                                |
| Sur                 | Unión de Rugby del Sur                                    |
| Tucumán             | Unión de Rugby de Tucumán                                 |
| Uruguay             | Unión de Rugby del Uruguay                                |

En cursiva los seleccionados internacionales invitados.

## Formato
Los diecinueve equipos fueron divididos en cuatro grupos: tres de cinco equipos y uno de cuatro. Cada grupo se resuelve con el sistema de todos contra todos a una sola ronda; la victoria otorga 2 puntos, el empate 1 y la derrota 0 puntos.
Los ganadores de cada grupo clasifican directamente a los cuartos de final; los segundos clasifican a los octavos de final; los terceros y cuartos clasifican a la Primera Ronda preliminar. Los equipos que acaban quintos en sus zonas son eliminados.

## Fase de grupos
| Pos. | Equipos      | Partidos | Partidos | Partidos | Tantos | Tantos | Tantos | Pts. |
| Pos. | Equipos      | G        | E        | P        | PF     | PC     | DP     | Pts. |
| ---- | ------------ | -------- | -------- | -------- | ------ | ------ | ------ | ---- |
| 1.°  | Buenos Aires | 4        | 0        | 0        |        |        |        | 8    |
| 2.°  | San Juan     | 3        | 0        | 1        |        |        |        | 6    |
| 3.°  | Tucumán      | 2        | 0        | 2        |        |        |        | 4    |
| 4.°  | Formosa      | 1        | 0        | 3        |        |        |        | 2    |
| 5.°  | Oeste        | 0        | 0        | 4        |        |        |        | 0    |

| Pos. | Equipos       | Partidos | Partidos | Partidos | Tantos | Tantos | Tantos | Pts. |
| Pos. | Equipos       | G        | E        | P        | PF     | PC     | DP     | Pts. |
| ---- | ------------- | -------- | -------- | -------- | ------ | ------ | ------ | ---- |
| 1.°  | Córdoba       | 3        | 1        | 0        |        |        |        | 7    |
| 2.°  | Mar del Plata | 3        | 0        | 1        |        |        |        | 6    |
| 3.°  | Salta         | 2        | 1        | 1        |        |        |        | 5    |
| 4.°  | Chile         | 1        | 0        | 3        |        |        |        | 2    |
| 5.°  | Sur           | 0        | 0        | 4        |        |        |        | 0    |

| Pos. | Equipos         | Partidos | Partidos | Partidos | Tantos | Tantos | Tantos | Pts. |
| Pos. | Equipos         | G        | E        | P        | PF     | PC     | DP     | Pts. |
| ---- | --------------- | -------- | -------- | -------- | ------ | ------ | ------ | ---- |
| 1.°  | Alto Valle      | 3        | 0        | 1        |        |        |        | 6    |
| 2.°  | Nordeste        | 3        | 0        | 1        |        |        |        | 6    |
| 3.°  | Sgo. del Estero | 2        | 0        | 2        |        |        |        | 4    |
| 4.°  | Santa Fe        | 2        | 0        | 2        |        |        |        | 4    |
| 5.°  | Centro          | 0        | 0        | 4        |        |        |        | 0    |

| Pos. | Equipos    | Partidos | Partidos | Partidos | Tantos | Tantos | Tantos | Pts. |
| Pos. | Equipos    | G        | E        | P        | PF     | PC     | DP     | Pts. |
| ---- | ---------- | -------- | -------- | -------- | ------ | ------ | ------ | ---- |
| 1.°  | Cuyo       | 3        | 0        | 0        |        |        |        | 6    |
| 2.°  | Rosario    | 2        | 0        | 1        |        |        |        | 4    |
| 3.°  | Entre Ríos | 1        | 0        | 2        |        |        |        | 2    |
| 4.°  | Uruguay    | 0        | 0        | 3        |        |        |        | 0    |

|  | Clasifica a cuartos de final |
|  | Clasifica a octavos de final |
|  | Clasifica a primera rueda    |

## Fase final

### Primera rueda
| 20 de noviembre | Entre Ríos | 12 - 7 | Santa Fe | CA Estudiantes, Paraná |  |

| 20 de noviembre | Tucumán | 26 - 21 | Chile | CA Estudiantes, Paraná |  |

| 20 de noviembre | Santiago del Estero | 7 - 17 | Uruguay | CA Estudiantes, Paraná |  |

| 20 de noviembre | Salta | 33 - 7 | Formosa | CA Estudiantes, Paraná |  |

### Octavos de final
| 20 de noviembre | Mar del Plata | 7 - 12 | Entre Ríos | CA Estudiantes, Paraná |  |

| 20 de noviembre | Nordeste | 26 - 12 | Tucumán | CA Estudiantes, Paraná |  |

| 20 de noviembre | San Juan | 7 - 19 | Uruguay | CA Estudiantes, Paraná |  |

| 20 de noviembre | Rosario | 38 - 5 | Salta | CA Estudiantes, Paraná |  |

|  | Cuartos de final | Cuartos de final | Cuartos de final |              |              | Semifinales | Semifinales  | Semifinales  |    |  | Final | Final | Final |  |
|  |                  |                  |                  |              |              |             |              |              |    |  |       |       |       |  |
|  |                  |                  |                  |              |              |             |              |              |    |  |       |       |       |  |
|  | A                | Buenos Aires     | 35               |              |              |             |              |              |    |  |       |       |       |  |
|  | A                | Buenos Aires     | 35               |              |              |             |              |              |    |  |       |       |       |  |
|  |                  | Entre Ríos       | 12               |              |              |             |              |              |    |  |       |       |       |  |
|  |                  | Entre Ríos       | 12               | Buenos Aires | Buenos Aires | 21          |              |              |    |  |       |       |       |  |
|  |                  |                  |                  | Buenos Aires | Buenos Aires | 21          |              |              |    |  |       |       |       |  |
|  |                  |                  | Nordeste         | Nordeste     | 5            |             |              |              |    |  |       |       |       |  |
|  | D                | Cuyo             | Nordeste         | Nordeste     | 5            | 12          |              |              |    |  |       |       |       |  |
|  | D                | Cuyo             |                  |              |              |             |              |              |    |  |       |       |       |  |
|  |                  | Nordeste         | 14               |              |              |             |              |              |    |  |       |       |       |  |
|  |                  |                  |                  |              |              |             | Buenos Aires | Buenos Aires | 38 |  |       |       |       |  |
|  |                  |                  |                  |              |              |             |              |              | 38 |  |       |       |       |  |
|  |                  |                  | Rosario          | Rosario      | 19           |             |              |              |    |  |       |       |       |  |
|  | B                | Córdoba          | Rosario          | Rosario      | 19           | 17          |              |              |    |  |       |       |       |  |
|  | B                | Córdoba          |                  |              |              |             |              |              |    |  |       |       |       |  |
|  |                  | Uruguay          | 5                |              |              |             |              |              |    |  |       |       |       |  |
|  |                  | Uruguay          | 5                | Córdoba      | Córdoba      | 7           |              |              |    |  |       |       |       |  |
|  |                  |                  |                  | Córdoba      | Córdoba      | 7           |              |              |    |  |       |       |       |  |
|  |                  |                  | Rosario          | Rosario      | 40           |             |              |              |    |  |       |       |       |  |
|  | C                | Alto Valle       | Rosario          | Rosario      | 40           | 12          |              |              |    |  |       |       |       |  |
|  | C                | Alto Valle       |                  |              |              |             |              |              |    |  |       |       |       |  |
|  |                  | Rosario          | 21               |              |              |             |              |              |    |  |       |       |       |  |
|  |                  |                  |                  |              |              |             |              |              |    |  |       |       |       |  |
|  |                  |                  |                  |              |              |             |              |              |    |  |       |       |       |  |

## Tabla de posiciones
Posiciones finales al terminar del campeonato:
| 1.°  | Buenos Aires    |  |  |  |  |  |  |
| 2.°  | Rosario         |  |  |  |  |  |  |
| 3.°  | Córdoba         |  |  |  |  |  |  |
| 4.°  | Nordeste        |  |  |  |  |  |  |
| 5.°  | Alto Valle      |  |  |  |  |  |  |
| 6.°  | Cuyo            |  |  |  |  |  |  |
| 7.°  | Entre Ríos      |  |  |  |  |  |  |
| 8.°  | Uruguay         |  |  |  |  |  |  |
| 9.°  | San Juan        |  |  |  |  |  |  |
| 10.° | Mar del Plata   |  |  |  |  |  |  |
| 11.° | Salta           |  |  |  |  |  |  |
| 12.° | Tucumán         |  |  |  |  |  |  |
| 13.° | Santa Fe        |  |  |  |  |  |  |
| 14.° | Sgo. del Estero |  |  |  |  |  |  |
| 15.° | Chile           |  |  |  |  |  |  |
| 16.° | Formosa         |  |  |  |  |  |  |
| 17.° | Centro          |  |  |  |  |  |  |
| 18.° | Sur             |  |  |  |  |  |  |
| 19.° | Oeste           |  |  |  |  |  |  |

|                      |
| Buenos Aires Campeón |
| Cuarto título        |